# Inaccessible Island
För andra betydelser, se Inaccessible Island (olika betydelser).

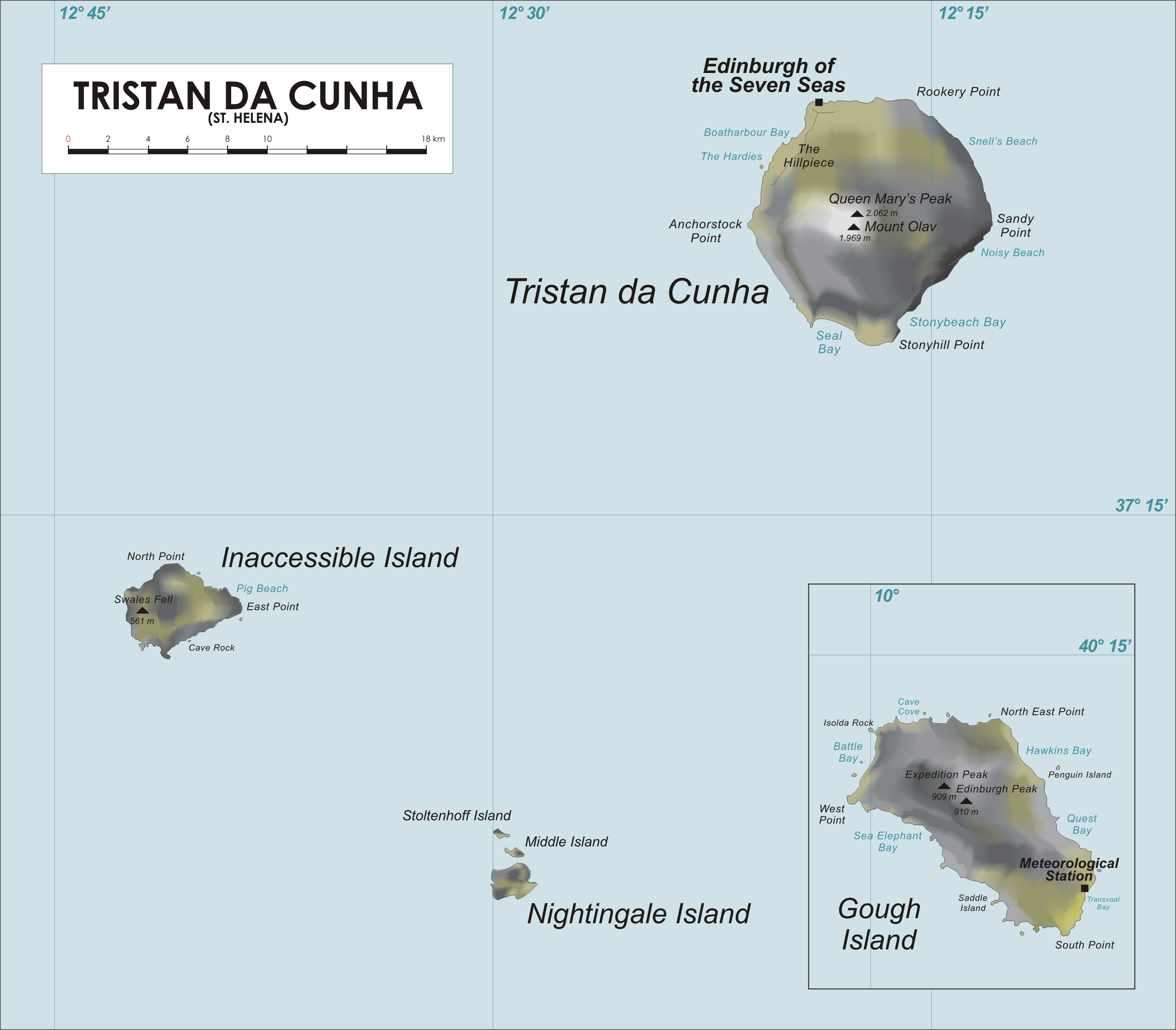
Inaccessible Islands läge.

Inaccessible Island (engelska: Otillgängliga ön) är en vulkanö som reser sig ur havet i södra Atlanten och tillhör det brittiska utomeuropeiska territoriet Sankta Helena, Ascension och Tristan da Cunha. Ön ingår i ögruppen Tristan da Cunha och är belägen cirka 45 kilometer sydväst om huvudön med samma namn. Inaccessible Island har inte några permanent bosatta. 
Platsen upptogs på Unescos världsarvslista 1995.

## Geografi
Ön har en area på cirka 14 km² med den högsta höjden Swales Fell på cirka 560 m ö.h. Ön är cirka 7,5 km lång med en bredd på cirka 6 km och har mestadels en hög klippkust och saknar därmed naturliga hamnar.
Inaccessible Island och Gough Island utgör ett skyddat djurreservat och har blivit klassat som ett världsarv.

## Historia
Inaccessible Island upptäcktes 1652 av nederländska sjöfarare på skeppet 't Nachtglas, 146 år efter att Tristan da Cunha först siktades av portugisiska sjöfarare. Ön fick först namnet Nachtglas Eylant. Det finns två alternativa förklaringar till varför ön fått namnet Inaccessible. Den ena är att ordet "inaccessible" kom att anges på kartor, eftersom den nederländska besättningen inte kunnat komma längre in på ön än till själva stranden på grund av höga klippstup. Den andra förklaringen är att den franska kaptenen d'Etchevery 1778 gav ön dess nya namn, efter att det inte visade sig möjligt att landstiga.
Bröderna Gustav och Friedrich Stoltenhoff[källa behövs], som kom till Inaccessible från Tyskland 1871, bodde där i flera år i förhoppningen att kunna leva avskilt på ön och sälja sälskinn till passerande handelsfartyg (de glömde dock hur sällan Inaccessible hade besökare). På grund av den dåliga tillgången på mat var de utom sig av glädje över att bli räddade 1873 under HMS Challengers besök för att undersöka floran och faunan där. Sydafrikanska författaren Eric Rosenthal skrev om Stoltenhoffs äventyr i sin bok Shelter from the Spray (publicerad 1952 i Sydafrika och idag mycket sällsynt). 
År 1922 gjorde Ernest Shackletons skepp Quest ett kort stopp vid ön och botanisten Hubert Wilkins upptäckte en fågelart på ön som fick hans namn (Nesospiza wilkinsi).
Norska forskare genomförde en expedition 1938 under vilken de tillbringade tre veckor på Inaccessible för att katalogisera plantor, fåglar och sten. Efter andra världskriget gjordes en plan för att förvandla Inaccessible till ett jordbruk, men den blev aldrig genomförd.
Ett annat försök att kartlägga ön gjordes av Royal Society 1962 under deras expedition till Tristan da Cunha. De tog vetenskapsmän till Inaccessible. Likt många andra upptäckare före dem, lyckades inte forskarna nå öns inre.
Den mest framgångsrika expeditionen någonsin var 1982 års expedition med studenter och fakulteten på Denstone College. De stannade på ön från 25 oktober 1982 till 9 februari 1983 och gjorde en detaljerad karta över ön, studerade floran, faunan och geologin samt ringmärkte mer än 3 000 fåglar.
Inaccessible Island blev naturreservat 1976 men öborna på Tristan tilläts fortfarande skjuta sjöfåglar. 1997 blev även öns territorialvatten (12 nautiska mil ut) förklarat som ett naturreservat. Idag tillåts endast guider från Tristan att ta besökande kryssningspassagerare till Inaccessible Island.